# Kościół Świętej Trójcy w Lipsku
Kościół Świętej Trójcy w Lipsku – rzymskokatolicki kościół parafialny należący do dekanatu lipskiego diecezji radomskiej.

## Historia i architektura
Obecna świątynia została wzniesiona zapewne na miejscu dawnego drewnianego zboru kalwińskiego w 1614 roku i ufundowana została przez kasztelana radomskiego Mikołaja Oleśnickiego i jego małżonkę Zofię z Lubomirskich po konwersji z kalwinizmu na katolicyzm. W 1686 roku budowla została konsekrowana. Kościół został przebudowany w 1844 roku według projektu Henryka Marconiego. Wówczas została rozebrana dawna wieża oraz sygnaturka i na jej miejscu została wybudowana obecna wieża. Ta przebudowa została wykonana dzięki staraniom Eustachego Wielogłowskiego, właściciela Lipska. W czasie pożaru w 1857 roku budowla została zniszczona. Wieża, zakończona kopułą nakryta blachą miedzianą, została uszkodzona w 1945 roku. Odbudowana została w 1956 roku i przebudowana na dzwonnicę. W latach 1977-1979 kościół został odrestaurowany dzięki staraniom księdza Stanisława Słyka. Świątynia została wtedy pokryta blachą miedzianą, wnętrze zostało ozdobione malowidłami, zostały zakupione nowe organy, założono boazerię wewnątrz i otynkowano wieżę.
Jest to budowla jednonawowa, orientowana, wybudowana z kamienia wapiennego. Długość kościoła - 27 metrów, szerokość - 7 metrów 20 centymetrów.

## Galeria

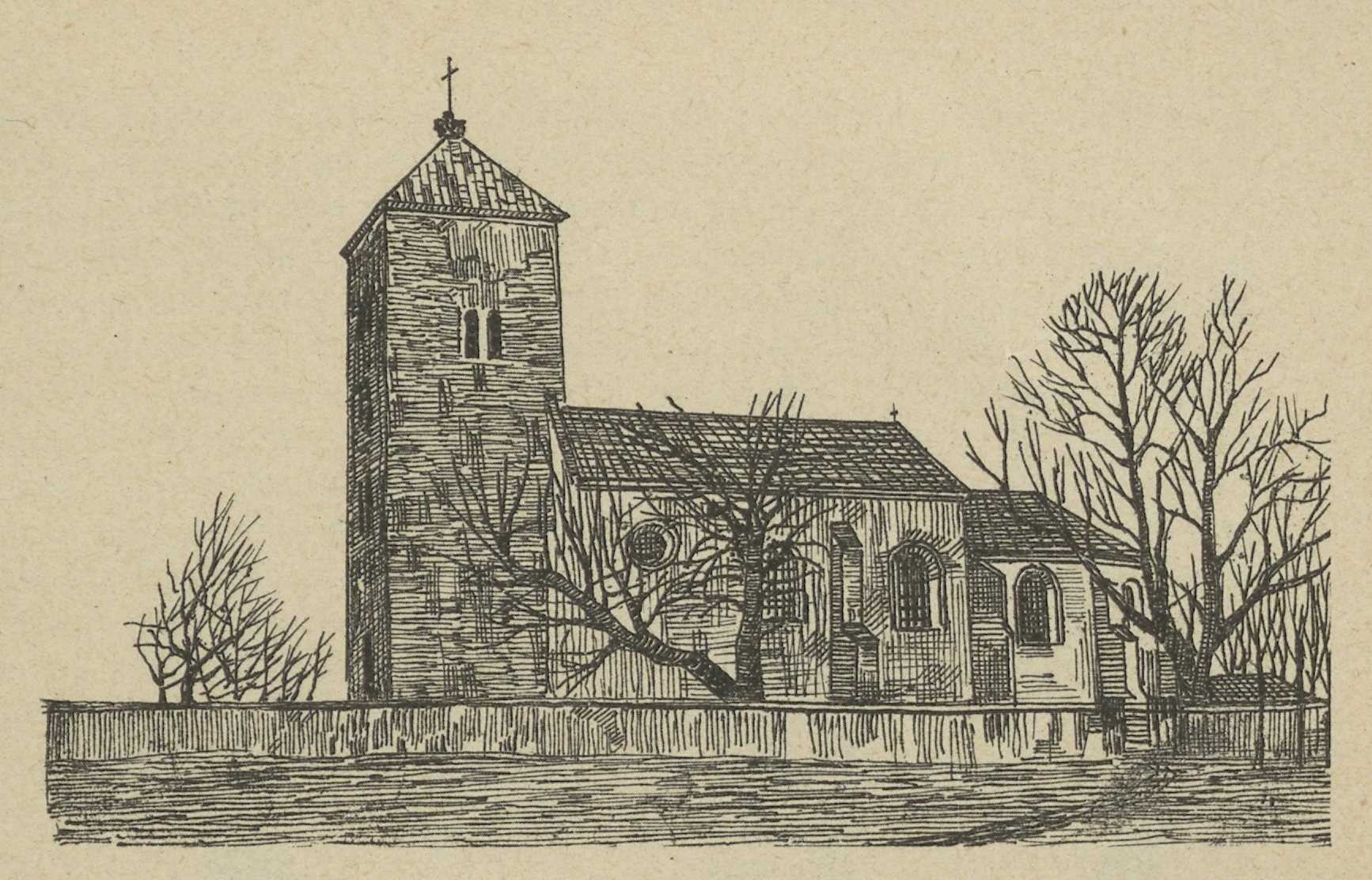
Widok przed 1911
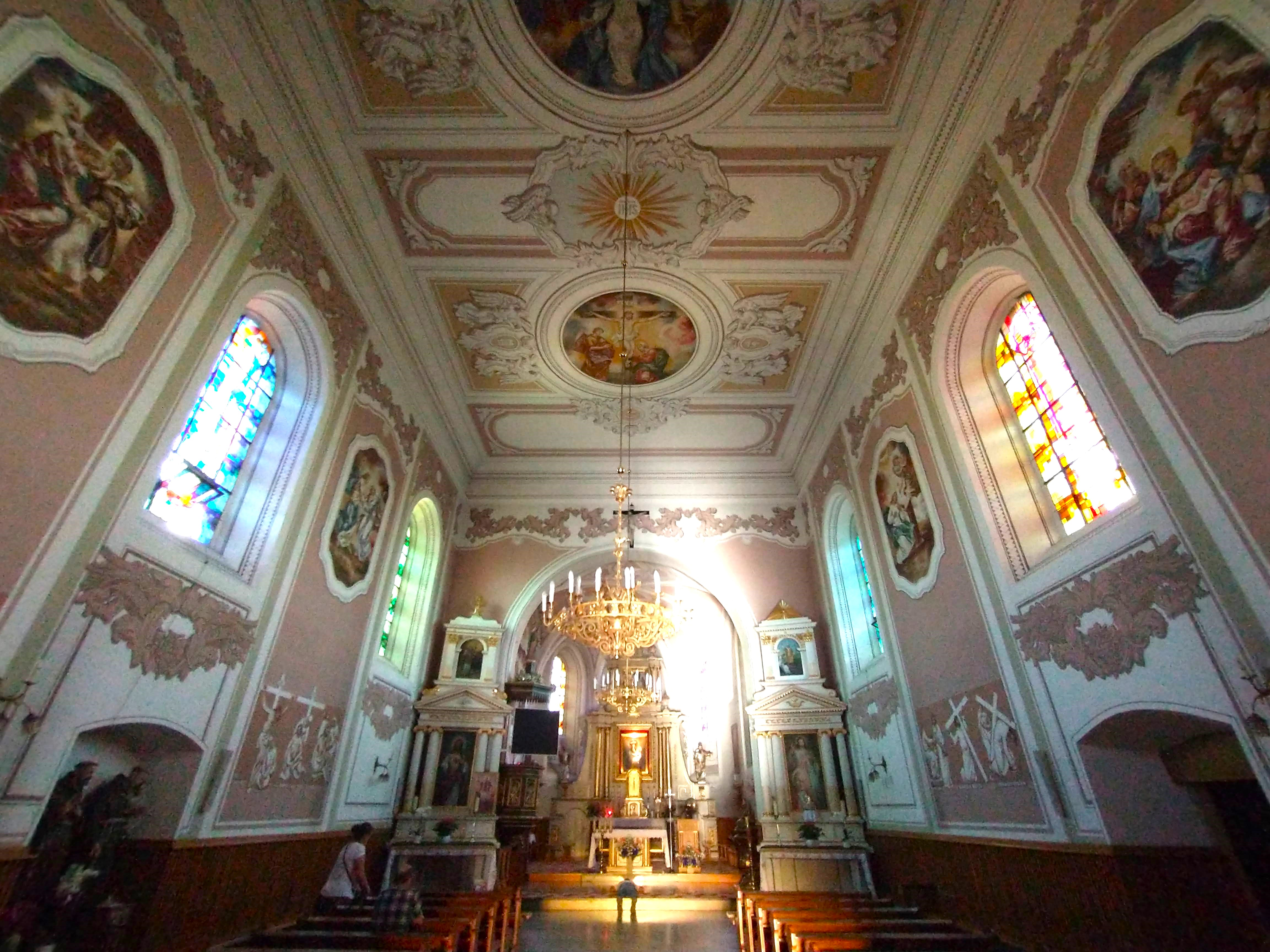
Wnętrze
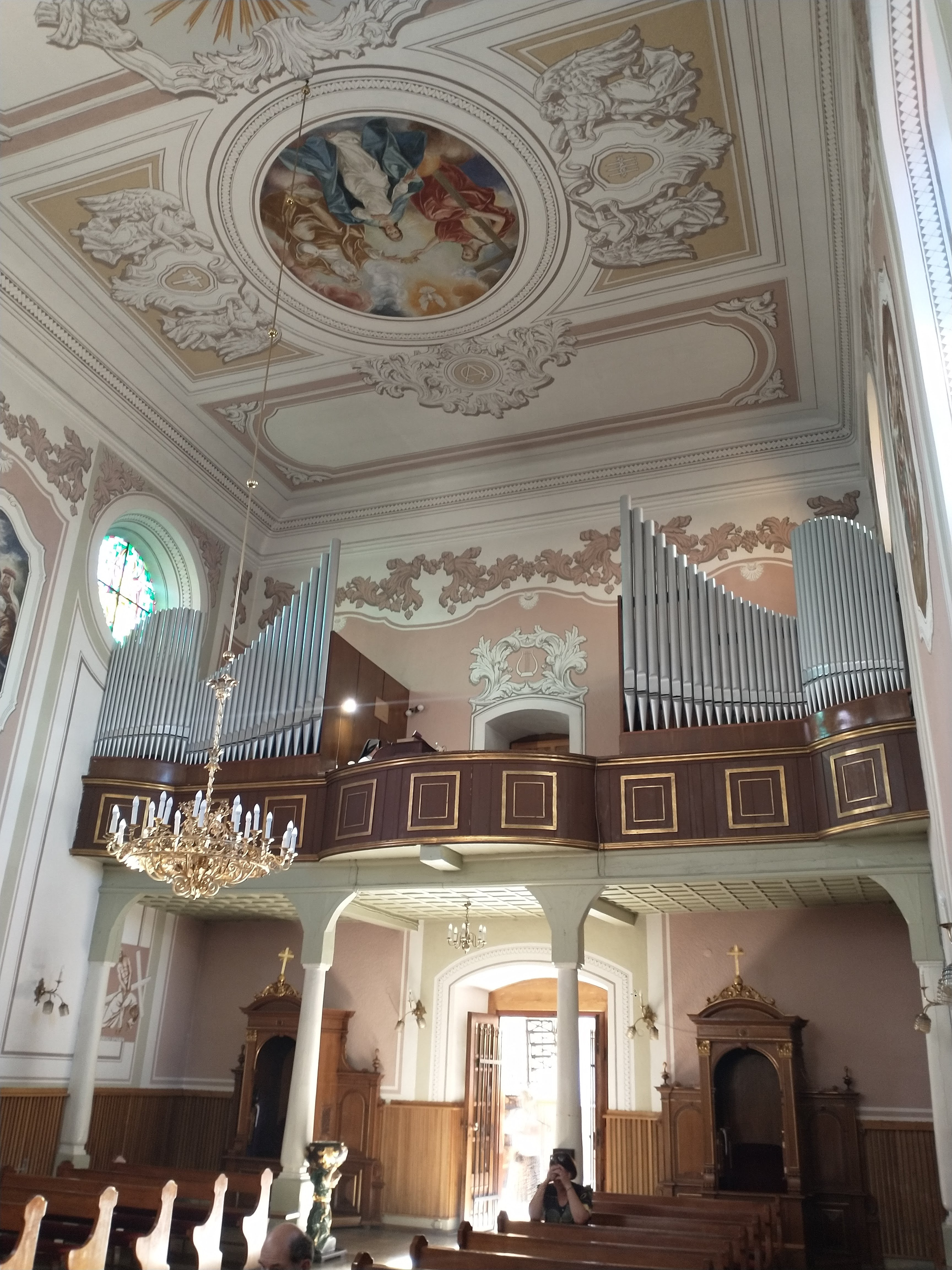
Prospekt organowy